# Lista de pinturas de Oreste Sercelli no Museu Paulista
Esta é uma lista de pinturas em aquarela de Oreste Sercelli disponíveis na coleção do Museu Paulista. Oreste Sercelli foi um pintor, decorador e artesão italiano, nascido em 1867 em Florença, que imigrou para o Brasil no final do século XIX, após ter se formado professor de artes decorativas pela Escola Profissional de Artes Decorativas e Industrias de Florença. 
O acervo do Museu Paulista da Universidade de São Paulo reúne documentos de pintura decorativa em aquarela do artista desenvolvidos para residências e edifícios públicos e religiosos. Seus projetos de pintura, especialmente os realizados em São Paulo, incluem formas orgânicas de folhas, flores e animais que remetem ao estilo Art Nouveau. Atuou como pintor-decorador até seu falecimento em 1927, em São Paulo

## Lista de obras
| Imagem | Título                                                                                                  | Data                    | Material                | Coleção                                        | Versão audível |
| ------ | --- | ----------------------- | ----------------------- | ---------------------------------------------- | -------------- |
|        | Composizione Eseguito Nel Palazzo Curti [...]                                                           | 1892                    | aquarela                | Coleção Museu Paulista Coleção Oreste Sercelli |                |
|        | Principale                                                                                              |                         | aquarela                | Coleção Museu Paulista Coleção Oreste Sercelli |                |
|        | Sem Título/Legenda                                                                                      |                         | aquarela                | Coleção Museu Paulista Coleção Oreste Sercelli |                |
|        | Sem Título/Legenda                                                                                      |                         | aquarela                | Coleção Museu Paulista Coleção Oreste Sercelli |                |
|        | Sem Título/Legenda                                                                                      | 15 de novembro de 1898  | aquarela                | Coleção Museu Paulista Coleção Oreste Sercelli |                |
|        | Janella do Zimborio                                                                                     | 17 de abril de 1900     | aquarela                | Coleção Museu Paulista Coleção Oreste Sercelli |                |
|        | Vidraça Piracicaba                                                                                      | 1900                    | aquarela                | Coleção Museu Paulista Coleção Oreste Sercelli |                |
|        | Matriz do Espírito Santo esboço do tecto da Capella Mor (Zimborio)                                      | 2 de março de 1900      | aquarela                | Coleção Museu Paulista Coleção Oreste Sercelli |                |
|        | Sala de visita                                                                                          | 25 de abril de 1906     | aquarela                | Coleção Museu Paulista Coleção Oreste Sercelli |                |
|        | Parede sala para Exm Senhora                                                                            | 8 de abril de 1908      | aquarela                | Coleção Museu Paulista Coleção Oreste Sercelli |                |
|        | Sala de jantar                                                                                          | 29 de dezembro de 1903  | aquarela                | Coleção Museu Paulista Coleção Oreste Sercelli |                |
|        | Entrada                                                                                                 | 9 de abril de 1906      | aquarela                | Coleção Museu Paulista Coleção Oreste Sercelli |                |
|        | Vestibolo escada                                                                                        | 11 de abril de 1906     | aquarela                | Coleção Museu Paulista Coleção Oreste Sercelli |                |
|        | Sem Título/Legenda                                                                                      | 31 de janeiro de 1917   | aquarela                | Coleção Museu Paulista Coleção Oreste Sercelli |                |
|        | [...] Sr F. C. Wagner Victoria 29                                                                       | 2 de maio de 1916       | aquarela                | Coleção Museu Paulista Coleção Oreste Sercelli |                |
|        | Tecto da escada Rio Branco                                                                              | 22 de janeiro de 1916   | aquarela                | Coleção Museu Paulista Coleção Oreste Sercelli |                |
|        | Sem Título/Legenda                                                                                      | 22 de agosto de 1916    | aquarela                | Coleção Museu Paulista Coleção Oreste Sercelli |                |
|        | Instituto Anti-Rabico                                                                                   | 6 de dezembro de 1911   | aquarela                | Coleção Museu Paulista Coleção Oreste Sercelli |                |
|        | Theatro S. João Fundo de Jardim                                                                         | 8 de junho de 1911      | aquarela                | Coleção Museu Paulista Coleção Oreste Sercelli |                |
|        | Sem Título/Legenda                                                                                      |                         | aquarela                | Coleção Museu Paulista Coleção Oreste Sercelli |                |
|        | Sem Título/Legenda                                                                                      | 22 de novembro de 1899  | aquarela                | Coleção Museu Paulista Coleção Oreste Sercelli |                |
|        | Sem Título/Legenda                                                                                      | 1898                    | aquarela                | Coleção Museu Paulista Coleção Oreste Sercelli |                |
|        | Sem Título/Legenda                                                                                      | 11 de janeiro de 1898   | aquarela                | Coleção Museu Paulista Coleção Oreste Sercelli |                |
|        | Sem Título/Legenda                                                                                      | 3 de setembro de 1898   | aquarela                | Coleção Museu Paulista Coleção Oreste Sercelli |                |
|        | Sem Título/Legenda                                                                                      | 1896                    | aquarela                | Coleção Museu Paulista Coleção Oreste Sercelli |                |
|        | Sem Título/Legenda                                                                                      | 1898                    | aquarela                | Coleção Museu Paulista Coleção Oreste Sercelli |                |
|        | Sem Título/Legenda                                                                                      | 21 de novembro de 1898  | aquarela                | Coleção Museu Paulista Coleção Oreste Sercelli |                |
|        | Tabatinguera                                                                                            | 8 de dezembro de 1898   | aquarela                | Coleção Museu Paulista Coleção Oreste Sercelli |                |
|        | Sem Título/Legenda                                                                                      | 22 de dezembro de 1898  | aquarela                | Coleção Museu Paulista Coleção Oreste Sercelli |                |
|        | Sem Título/Legenda                                                                                      | 2 de março de 1900      | aquarela                | Coleção Museu Paulista Coleção Oreste Sercelli |                |
|        | Sem Título/Legenda                                                                                      | 30 de abril de 1916     | aquarela                | Coleção Museu Paulista Coleção Oreste Sercelli |                |
|        | Sem Título/Legenda                                                                                      | 16 de abril de 1914     | aquarela                | Coleção Museu Paulista Coleção Oreste Sercelli |                |
|        | Theatro S. João 1o Principal                                                                            |                         | aquarela                | Coleção Oreste Sercelli Coleção Museu Paulista |                |
|        | Theatro S. João Fundo de Jardim                                                                         | 1911                    | aquarela                | Coleção Oreste Sercelli Coleção Museu Paulista |                |
|        | Sala de Jantar 01                                                                                       | 4 de outubro de 1911    | aquarela                | Coleção Oreste Sercelli Coleção Museu Paulista |                |
|        | Sala de Visita 01                                                                                       | 4 de fevereiro de 1911  | aquarela                | Coleção Oreste Sercelli Coleção Museu Paulista |                |
|        | Sala de Visita - Teto                                                                                   | 25 de março de 1911     | aquarela                | Coleção Oreste Sercelli Coleção Museu Paulista |                |
|        | Sem Título/Legenda 01                                                                                   | 26 de dezembro de 1912  | aquarela                | Coleção Oreste Sercelli Coleção Museu Paulista |                |
|        | Gabinete Parede                                                                                         | 14 de abril de 1912     | aquarela                | Coleção Oreste Sercelli Coleção Museu Paulista |                |
|        | Sem Título/Legenda 02                                                                                   | 14 de novembro de 1912  | aquarela                | Coleção Oreste Sercelli Coleção Museu Paulista |                |
|        | Salao Nobre Teto                                                                                        | 21 de abril de 1912     | aquarela                | Coleção Oreste Sercelli Coleção Museu Paulista |                |
|        | Salao Nobre 01                                                                                          | 4 de junho de 1912      | aquarela                | Coleção Oreste Sercelli Coleção Museu Paulista |                |
|        | Salão Nobre Parede                                                                                      | 21 de abril de 1912     | aquarela                | Coleção Oreste Sercelli Coleção Museu Paulista |                |
|        | Sala de Janta Teto                                                                                      | 4 de março de 1912      | aquarela                | Coleção Oreste Sercelli Coleção Museu Paulista |                |
|        | Hall |                         | aquarela                | Coleção Oreste Sercelli Coleção Museu Paulista |                |
|        | Sem Título/Legenda 03                                                                                   |                         | aquarela                | Coleção Oreste Sercelli Coleção Museu Paulista |                |
|        | Sem Título/Legenda 04                                                                                   | 18 de janeiro de 1910   | aquarela                | Coleção Oreste Sercelli Coleção Museu Paulista |                |
|        | Directoria                                                                                              | 19 de março de 1907     | aquarela                | Coleção Oreste Sercelli Coleção Museu Paulista |                |
|        | Sala de Jantar 02                                                                                       | 18 de maio de 1908      | aquarela                | Coleção Oreste Sercelli Coleção Museu Paulista |                |
|        | Sem Título/Legenda 05                                                                                   | 12 de maio de 1910      | aquarela                | Coleção Oreste Sercelli Coleção Museu Paulista |                |
|        | Sala de Jantar 03                                                                                       | 22 de junho de 1911     | aquarela                | Coleção Oreste Sercelli Coleção Museu Paulista |                |
|        | Sem Título/Legenda 06                                                                                   | 17 de julho de 1907     | aquarela                | Coleção Oreste Sercelli Coleção Museu Paulista |                |
|        | Sem Título/Legenda 07                                                                                   | 12 de julho de 1910     | aquarela                | Coleção Oreste Sercelli Coleção Museu Paulista |                |
|        | Sem Título/Legenda 08                                                                                   | 1902                    | aquarela                | Coleção Oreste Sercelli Coleção Museu Paulista |                |
|        | Sala de Jantar 04                                                                                       | 20 de janeiro de 1902   | aquarela                | Coleção Oreste Sercelli Coleção Museu Paulista |                |
|        | Sala de Jantar 05                                                                                       | 5 de outubro de 1902    | aquarela                | Coleção Oreste Sercelli Coleção Museu Paulista |                |
|        | Sem Título/Legenda 09                                                                                   | 13 de dezembro de 1901  | aquarela                | Coleção Oreste Sercelli Coleção Museu Paulista |                |
|        | Sem Título/Legenda 10                                                                                   | 1 de maio de 1914       | aquarela                | Coleção Oreste Sercelli Coleção Museu Paulista |                |
|        | Egreja da Tapatingueira                                                                                 | 26 de dezembro de 1898  | aquarela                | Coleção Oreste Sercelli Coleção Museu Paulista |                |
|        | Entrada 01                                                                                              | 1 de março de 1913      | aquarela                | Coleção Oreste Sercelli Coleção Museu Paulista |                |
|        | Sem Título/Legenda 11                                                                                   | 20 de junho de 1902     | aquarela                | Coleção Oreste Sercelli Coleção Museu Paulista |                |
|        | Sem Título/Legenda 12                                                                                   | 1 de julho de 1913      | aquarela                | Coleção Oreste Sercelli Coleção Museu Paulista |                |
|        | Sem Título/Legenda 13                                                                                   | 30 de março de 1914     | aquarela                | Coleção Oreste Sercelli Coleção Museu Paulista |                |
|        | Entrada 02                                                                                              | 23 de agosto de 1915    | aquarela                | Coleção Oreste Sercelli Coleção Museu Paulista |                |
|        | Saletta de Entrada                                                                                      | 23 de julho de 1916     | aquarela                | Coleção Oreste Sercelli Coleção Museu Paulista |                |
|        | Cine - Theatro Paulistano - Forro da Cupola                                                             | 20 de setembro de 1927  | aquarela                | Coleção Oreste Sercelli Coleção Museu Paulista |                |
|        | Toilete Senhoras                                                                                        | 1 de julho de 1916      | aquarela                | Coleção Oreste Sercelli Coleção Museu Paulista |                |
|        | Toilette Parede G Toilette Parede H                                                                     | 6 de agosto de 1916     | aquarela                | Coleção Oreste Sercelli Coleção Museu Paulista |                |
|        | Sem Título/Legenda 14                                                                                   | 15 de julho de 1916     | aquarela                | Coleção Oreste Sercelli Coleção Museu Paulista |                |
|        | Sem Título/Legenda 15                                                                                   | julho de 1916           | aquarela                | Coleção Oreste Sercelli Coleção Museu Paulista |                |
|        | Sem Título/Legenda 30                                                                                   | 14 de julho de 1916     | aquarela                | Coleção Oreste Sercelli Coleção Museu Paulista |                |
|        | Salve Magna Parens Frucum Audacia Fortuna Juvat In Arte Libertas Humilis Labor Si Id Non Humilis Gloria | 19 de abril de 1917     | aquarela                | Coleção Oreste Sercelli Coleção Museu Paulista |                |
|        | Parede                                                                                                  | 14 de julho de 1916     | aquarela                | Coleção Oreste Sercelli Coleção Museu Paulista |                |
|        | Quarto de Vestir                                                                                        | 8 de agosto de 1916     | aquarela                | Coleção Oreste Sercelli Coleção Museu Paulista |                |
|        | Sem Título/Legenda 16                                                                                   | 5 de julho de 1916      | aquarela                | Coleção Oreste Sercelli Coleção Museu Paulista |                |
|        | Sem Título/Legenda 17                                                                                   | 6 de junho de 1916      | aquarela                | Coleção Oreste Sercelli Coleção Museu Paulista |                |
|        | Sem Título/Legenda 18                                                                                   | 10 de fevereiro de 1916 | aquarela                | Coleção Oreste Sercelli Coleção Museu Paulista |                |
|        | Salão Nobre 02                                                                                          | 6 de abril de 1916      | aquarela                | Coleção Oreste Sercelli Coleção Museu Paulista |                |
|        | Toilette Senhoras 02                                                                                    | 8 de julho de 1916      | aquarela                | Coleção Oreste Sercelli Coleção Museu Paulista |                |
|        | Sem Título/Legenda 19                                                                                   | 14 de outubro de 1917   | aquarela                | Coleção Oreste Sercelli Coleção Museu Paulista |                |
|        | Saleta 02                                                                                               | 8 de agosto de 1916     | aquarela                | Coleção Oreste Sercelli Coleção Museu Paulista |                |
|        | Sala de Jantar 06                                                                                       | 8 de setembro de 1916   | aquarela                | Coleção Oreste Sercelli Coleção Museu Paulista |                |
|        | Sala de Visita 02                                                                                       | 24 de maio de 1918      | aquarela                | Coleção Oreste Sercelli Coleção Museu Paulista |                |
|        | Palacio do Governo de Aracaju Teto Gabinete do Exmo Governador                                          | 8 de dezembro de 1918   | aquarela                | Coleção Oreste Sercelli Coleção Museu Paulista |                |
|        | Sem Título/Legenda 20                                                                                   | 7 de agosto de 1919     | aquarela                | Coleção Oreste Sercelli Coleção Museu Paulista |                |
|        | Palacio do Governo de Aracaju Industrias Caixa da Escada Paredes                                        | 18 de julho de 1918     | aquarela                | Coleção Oreste Sercelli Coleção Museu Paulista |                |
|        | Palácio do Governo Aracajú Janella Central na Caixa da Escada Janella Lateral                           | 25 de agosto de 1919    | tinta da China aquarela | Coleção Oreste Sercelli Coleção Museu Paulista |                |
|        | Sala de Jantar 07                                                                                       | 1 de abril de 1918      | aquarela                | Coleção Oreste Sercelli Coleção Museu Paulista |                |
|        | Teto da Sala de Jantar 08                                                                               | 7 de fevereiro de 1927  | aquarela                | Coleção Oreste Sercelli Coleção Museu Paulista |                |
|        | Sem Título/Legenda 21                                                                                   | 18 de fevereiro de 1927 | aquarela                | Coleção Oreste Sercelli Coleção Museu Paulista |                |
|        | Jardim de Inverno Teto do Hall                                                                          |                         | aquarela                | Coleção Oreste Sercelli Coleção Museu Paulista |                |
|        | Sala de Visita 03                                                                                       | 8 de dezembro de 1927   | aquarela                | Coleção Oreste Sercelli Coleção Museu Paulista |                |
|        | Sala de Jantar 09                                                                                       | 3 de outubro de 1927    | aquarela                | Coleção Oreste Sercelli Coleção Museu Paulista |                |
|        | Escritorio Entrada                                                                                      | 18 de março de 1927     | aquarela                | Coleção Oreste Sercelli Coleção Museu Paulista |                |
|        | Sem Título/Legenda 22                                                                                   | 18 de fevereiro de 1927 | aquarela                | Coleção Oreste Sercelli Coleção Museu Paulista |                |
|        | Sala de Musica                                                                                          | 16 de março de 1927     | aquarela                | Coleção Oreste Sercelli Coleção Museu Paulista |                |
|        | Sala de Musica                                                                                          | julho de 1927           | aquarela                | Coleção Oreste Sercelli Coleção Museu Paulista |                |
|        | Friso da Fachada Friso da Entrada Parede do Terraço                                                     | 22 de abril de 1927     | aquarela                | Coleção Oreste Sercelli Coleção Museu Paulista |                |
|        | Sem Título/Legenda 23                                                                                   | 18 de fevereiro de 1927 | aquarela                | Coleção Oreste Sercelli Coleção Museu Paulista |                |
|        | Sala das Visitas 04                                                                                     | 14 de março de 1927     | aquarela                | Coleção Oreste Sercelli Coleção Museu Paulista |                |
|        | Zodíaco                                                                                                 |                         | aquarela                | Coleção Oreste Sercelli Coleção Museu Paulista |                |
|        | Palacete Beneducci Teto da Escada                                                                       | 3 de fevereiro de 1927  | aquarela                | Coleção Oreste Sercelli Coleção Museu Paulista |                |
|        | Sem Título/Legenda 24                                                                                   | 1898                    | aquarela                | Coleção Oreste Sercelli Coleção Museu Paulista |                |
|        | S Pietro. Volta Dellaltare Maggiare Bologna                                                             | 1899                    | aquarela                | Coleção Oreste Sercelli Coleção Museu Paulista |                |
|        | Affresco Nella 2 Cupola Della Navata a Destra Nella Chide Di S. Bartolomeo Bologna                      | 1890                    | aquarela                | Coleção Oreste Sercelli Coleção Museu Paulista |                |
|        | Mantova Palazzo Ducale Paleo In Legno Darato                                                            | 19 de outubro de 1890   | aquarela                | Coleção Oreste Sercelli Coleção Museu Paulista |                |
|        | Mantova Sala Detta Di Pietra Palazzo Del Sè                                                             | 1890                    | aquarela                | Coleção Oreste Sercelli Coleção Museu Paulista |                |
|        | Roma S. Ma Del Papolo                                                                                   | 14 de outubro de 1890   | aquarela                | Coleção Oreste Sercelli Coleção Museu Paulista |                |
|        | B. Venezia Chiesa Di S. Marco. Safetto Della Sagrestia.                                                 | 14 de outubro de 1890   | aquarela                | Coleção Oreste Sercelli Coleção Museu Paulista |                |
|        | Venezia Palazzo Ducale Sala Del Collegio Di Antonio da Ponte                                            | 11 de outubro de 1890   | aquarela                | Coleção Oreste Sercelli Coleção Museu Paulista |                |
|        | Sem Título/Legenda 25                                                                                   | 7 de novembro de 1889   | aquarela                | Coleção Oreste Sercelli Coleção Museu Paulista |                |
|        | Marco da Faenza 1520 + 1588                                                                             | 1889                    | aquarela                | Coleção Oreste Sercelli Coleção Museu Paulista |                |
|        | Sem Título/Legenda 26                                                                                   |                         | aquarela                | Coleção Oreste Sercelli Coleção Museu Paulista |                |
|        | Pitti Di Poccetti                                                                                       |                         | aquarela                | Coleção Oreste Sercelli Coleção Museu Paulista |                |
|        | Loggio Dell Innoco                                                                                      |                         | aquarela                | Coleção Oreste Sercelli Coleção Museu Paulista |                |
|        | Sem Título/Legenda 27                                                                                   | 21 de dezembro de 1889  | aquarela                | Coleção Oreste Sercelli Coleção Museu Paulista |                |
|        | Sem Título/Legenda 28                                                                                   | 21 de dezembro de 1889  | aquarela                | Coleção Oreste Sercelli Coleção Museu Paulista |                |
|        | Galleria                                                                                                |                         | aquarela                | Coleção Oreste Sercelli Coleção Museu Paulista |                |
|        | Sem Título/Legenda 31                                                                                   |                         | madeira                 | Coleção Oreste Sercelli Coleção Museu Paulista |                |
|        | Matriz de Jaú 01                                                                                        | 31 de março de 1923     | aquarela                | Coleção Oreste Sercelli Coleção Museu Paulista |                |
|        | Matriz de Jaú 02                                                                                        | 20 de janeiro de 1922   | aquarela                | Coleção Oreste Sercelli Coleção Museu Paulista |                |
|        | Matriz de Jaú 03                                                                                        | 12 de janeiro de 1921   | aquarela                | Coleção Oreste Sercelli Coleção Museu Paulista |                |
|        | Matriz de Jaú 04                                                                                        | 12 de janeiro de 1921   | aquarela                | Coleção Oreste Sercelli Coleção Museu Paulista |                |
|        | Matriz de Jaú 05                                                                                        | 22 de janeiro de 1922   | aquarela                | Coleção Oreste Sercelli Coleção Museu Paulista |                |
|        | Hotel Theatro Cinema                                                                                    | 19 de julho de 1918     | aquarela                | Coleção Oreste Sercelli Coleção Museu Paulista |                |
|        | Sem Título/Legenda 29                                                                                   |                         | aquarela                | Coleção Oreste Sercelli Coleção Museu Paulista |                |
|        | Igreja de Nossa Senhora da Ajuda                                                                        | 20 de março de 1914     | aquarela                | Coleção Oreste Sercelli Coleção Museu Paulista |                |